# Filiberto Fandiño
Filiberto Fandiño Freytez (Beto), (Barquisimeto, Estado Lara, Venezuela, 31 de mayo de 1963) es un tenor lírico venezolano.

## Biografía
Comenzó sus estudios musicales a la temprana de edad de 7 años junto con su hermano gemelo, en su tierra natal Barquisimeto Estado Lara. Luego su familia se traslada a los Andes Venezolanos, a San Cristóbal, Estado Táchira, donde continuó sus estudios en la Escuela de música "Miguel Ángel Espinel", Sistema Nacional de Orquestas Sinfónicas Infantiles y Juveniles de Venezuela, Orquesta Sinfónica de Los Andes y Coros de la Banda Oficial de Conciertos de Estado Táchira, dirigida por el Maestro Tíbulo Zambrano y Coral del Táchira bajo la dirección del maestro Rubén Rivas. Comenzó su carrera lírica orientado por la Profesora de Canto lírico Soprano Janice Williams (EE. UU.), Hugo Di Maria (Venezuela), Agustín Cardozo Salas (Venezuela) y Carlos Maury (Venezuela), entre otros. Realizó intercambios de actualización con el Gran Tenor Venezolano Alfredo Sadel con quien mantuvo una larga amistad.
Sus óperas más emblemáticas fueron Tosca, La bohème, Cavalleria Rusticana, La traviata, Aida, Lucia di Lamermoor, I pagliacci y Otello de Verdi. 
Su vocalidad fue cambiando y pasando a tener un color más oscuro y denso, ideal para encarar papeles más intensos y llenos de dramatismo.
Las características más resaltantes fueron su timbre vocal, la dicción y la pronunciación del italiano, la potencia y proyección de su voz destacando en sus agudos y en la zona media de la voz del tenor con una técnica vocal muy depurada.
En los últimos 25 años se había dedicado a ejercer su vida musical dando Conciertos en diversas localidades Venezolanas y promoviendo el amor por la Opera en diversos escenarios nacionales e internacionales.
Recientemente, junto al pianista y director orquestal Mstro. Luis Antonio Hernández C, estaban editando un CD donde interpretan canciones del repertorio venezolano y latinoamericano como Desesperanza, Nocturnal, Aquellos ojos verdes, entre otros temas, con arreglos orquestales de los maestros Iouri Pronine (Rusia) y Gregory Pino (Venezuela), el cual debido a problemas de salud jamás terminó.
Durante más de 31 años mantuvo su carrera profesional como Visitador Medico en diversos laboratorios farmacéuticos nacionales e internacionales, destacándose siempre como uno de los mejores de la empresa en que se desarrollara. Con una clara demostración de honestidad, cumplimiento del deber y pulcritud en su trabajo.
Dejó un inmenso legado dentro de la colectividad, gracias a sus aportes en los medios radiales, televisivos, escritos y presentaciones en vivo, promoviendo el mundo de la opera y su belleza. Con su hermosa voz, visitó y deleito a numerosas ciudades Venezolanas y parte del eje fronterizo Colombiano, sitios de privilegio por la amabilidad y admiración que le profesaron en cada una de sus presentaciones. Muchos de estos conciertos fueron acompañados por la Orquesta Sinfónica Simón Bolívar del Táchira, Orquesta Sinfónica Juvenil del Táchira, Banda Filarmónica del Táchira y Banda Sinfónica Oficial de Conciertos del Táchira, entre otras renombradas y profesionales organizaciones.
Participó como jurado en innumerables festivales y actos promoviendo la búsqueda de talentos regionales.
Motivo y asesoro la creación de organizaciones y compañías de opera en la región, así como colaboró en la puesta en escena de estas en la Casa Sindical de San Cristóbal o en el Ateneo del Táchira.
Falleció de causas naturales en la ciudad de San Cristóbal Estado Táchira, Venezuela el 28 de junio de 2015